# Luco de Bordón
Luco de Bordón és una població al municipi de Castellote, al Maestrat aragonès. Localitat situada a 811 metres d'altitud a la Sierra de Bordón, administrativament pertany a la província de Terol, en el límit amb el País Valencià, comunicat amb el municipi de Villores per la carretera CV-119 (província de Castelló) i TE-8402 (província de Terol) que travessa els dos pobles. El nucli de Luco de Bordón és construït sobre un cim i mig voltat per un barranc, prop del riu Bordón, afluent del riu Guadalop. Distant aproximadament uns 20 km de Castellote per la carretera A-226 i a 4,5 km del municipi de Bordón (40° 42′ 05″ N, 0° 17′ 42″ O / 40.70146°N,0.29496°O).

## Història
El topònim Luco deriva del llatí Lucus, en general "boscúria, forest, arbreda", Servi Maure Honorat defineix lucus com "un gran nombre d'arbres amb un significat religiós". El 4 de gener del 1282 els Templaris concedeixen carta de poble a Luco i altres poblacions properes. El 1317 la Bailía de Castellote, a la qual pertanyia Luco de Bordón, va passar a l'Orde de Sant Joan de Jerusalem, posteriorment anomenada Orde de Malta.
El 1972 el poble s'incorpora al municipi de Castellote per la pèrdua de població resident. En el cens de població del 2011 Luco tenia 7 habitants, el 2004 de 14, en els censos anteriors de 1950 i de 1900 la població era de 359 i 672 habitants respectivament. El gentilici dels seus habitants és luquero/a.

## Llocs d'interès i patrimoni
El seu nucli antic és dominat des de dalt d'un pujol per l'ermita del Calvari i entre alguns bons exemples d'arquitectura popular aragonesa conservada destaquen particularment la Plaça Major, de traçat irregular, amb l'Ajuntament amb la típica estructura aragonesa de l'Edat Moderna i l'Església de San Juan Bautista, datada a començaments del segle xvii, de transició del gòtic-renaixentista al barroc.
En un paratge natural a uns 3 km del poble hi ha l'Ermita de la Verge del Pilar, d'antiga tradició en romeries, s'hi arriba per camins des de Luco de Bordón i des del veí municipi de Bordón. Propers també a Luco de Bordón hi ha els poblets de Torremocha, a 8 km del nucli de Luco, actualment deshabitat i que va estar vinculat al poble, i Los Alagones.